# 日立製作所ラグビー部
日立Sun Nexus茨城（英: Hitachi Sun Nexus Ibaragi）は、2025年現在、トップイーストリーグAグループに所属するラグビーユニオンチーム。本拠地は茨城県日立市。リーグワン参入を目指すチームの一つである。

## 概要・歴史
1932年頃、茨城県日立市の日立製作所内で、秋田工業学校の出身者を中心にラグビー同好会が活動を開始し、1934年にラグビー部が創部。1937年には第4回関東実業団大会に出場した。1938年には、大学王者となった早稲田大学で主将を務めていた川越藤一郎が入社し、第5回関東実業団大会では優勝を果たした。1943年の第10回大会でも決勝に進出し、三井精機を22-8で下して優勝を遂げた。その後、第二次世界大戦が本格化し、活動の縮小を余儀なくされる。
終戦後は1946年に活動を再開。同じ年、関東実業団大会も復活した。1947年に開催された第2回関東実業団大会では、決勝で東芝に敗れたものの準優勝の成績を残した。リーグ戦でも、関東実業団リーグの1部リーグに東芝、明治生命、横河電機などと共に名を連ねており、戦前から戦後にかけて実力のあるチームであったことが窺える。茨城県内では、日本鉱業日立とともに2強を形成していた。
1960年に創設された関東社会人リーグには、2年目の1961年に3部リーグに参加。1967年に2部リーグ、1978年には1部リーグへの昇格を果たした。
全国社会人大会には1981年度と1984年度の2回出場した実績があるが、ともに初戦敗退に終わっている。
2003年のトップリーグ開幕後は、関東社会人リーグの1部・2部を主戦場としていたが、2012-2013シーズンの関東社会人リーグ1部で2位に入り、トップイーストリーグDiv.2への昇格を果たした。その後、2018-2019シーズンのトップイーストリーグDiv.2で2位となり、2019-2020シーズンにトップイーストリーグDiv.1に初めて昇格した。
2022年、一般社団法人としてクラブ化。日立製作所ラグビー部から日立Sun Nexus茨城に名称変更。
2023年、秋田ノーザンブレッツ、セコムラガッツ、ヤクルトレビンズ、ルリーロ福岡と共に2024-25シーズンからのリーグワンへの新規参入を申請していたが、審査基準不充足の項目があったため参入対象チームになれず、2024-25シーズンからの参入は果たせなかった。
2025年7月までに、ジャパンラグビーリーグワン2026-27シーズン加入申請を行った。2025年10月までにリーグワンからのフィードバックが行われ、2026年1月末までに参入チームが決定する。「JAPAN RUGBY LEAGUE ONE 新規参入チームの受け入れ (2025年)」も参照。

## タイトル
- 関東実業団大会　優勝：2回[注 5]（1938, 1943）

## 成績

### 全国社会人大会戦績
| 回 | 年度 | 地区 | 成績      | 試 | 勝 | 分 | 敗 | 得 | 失 | 差  | 備考                       |
| -- | ---- | ---- | --------- | -- | -- | -- | -- | -- | -- | --- | -------------------------- |
| 34 | 1981 | 関東 | 1回戦敗退 | 1  | 0  | 0  | 1  | 7  | 25 | -18 | 日立製作所のチーム名で出場 |
| 37 | 1984 | 関東 | 1回戦敗退 | 1  | 0  | 0  | 1  | 3  | 56 | -53 |                            |

### リーグ戦戦績

#### トップリーグ創設以前
- 2000-2001 関東社会人リーグ2部 Bブロック 3位（5勝2敗）
- 2001-2002 関東社会人リーグ2部 Cブロック 2位（4勝1敗）
- 2002-2003 関東社会人リーグ2部 Bブロック 優勝（7勝）、関東社会人リーグ1部昇格

#### トップリーグ創設以降
- 2003-2004 関東社会人リーグ1部 9位（1勝8敗）
- 2004-2005 関東社会人リーグ1部 10位（9敗）、関東社会人リーグ2部降格
- 2005-2006 関東社会人リーグ2部 Bブロック 優勝（7勝0敗）
- 2006-2007 関東社会人リーグ2部 Aブロック 優勝（6勝）
- 2007-2008 関東社会人リーグ2部 Dブロック 優勝（7勝）
- 2008-2009 関東社会人リーグ2部 Aブロック 2位（5勝1敗）
- 2009-2010 関東社会人リーグ2部 Aブロック 優勝（6勝）、関東社会人リーグ1部昇格
- 2010-2011 関東社会人リーグ1部 10位（1勝9敗）
- 2011-2012 関東社会人リーグ1部 4位（4勝3敗）
- 2012-2013 関東社会人リーグ1部 2位（5勝2敗）、順位決定戦：3位、トップイーストリーグDiv.2昇格[注 6]
- 2013-2014 トップイーストリーグDiv.2 6位（2勝5敗）
- 2014-2015 トップイーストリーグDiv.2 5位（2勝5敗）
- 2015-2016 トップイーストリーグDiv.2 5位（3勝4敗）
- 2016-2017 トップイーストリーグDiv.2 6位（2勝5敗）
- 2017-2018 トップイーストリーグDiv.2 6位（3勝4敗）
- 2018-2019 トップイーストリーグDiv.2 2位（5勝2敗）、順位決定戦：3位、トップイーストリーグDiv.1昇格[注 7]
- 2019-2020 トップイーストリーグDiv.1 8位（2勝7敗）、リーグ再編に伴いトップイーストリーグBグループへ参入[注 8]
- 2020-2021 リーグ戦中止
- 2021-2022 トップイーストリーグBグループ 4位（3勝5敗）、入替戦：勝利、トップイーストリーグBグループ残留
- 2022-2023 トップイーストリーグBグループ 3位（6勝2敗）
- 2023-2024 トップイーストリーグBグループ 優勝（7勝1敗）、入替戦：敗戦、トップイーストリーグAグループ昇格[注 9]
- 2024-2025 トップイーストリーグAグループ 3位（3勝5敗）

## 2020年度スコッド
2020年度のスコッドは次の通り。太字は今年度からの新加入選手。
- 主将　佐藤一樹

| ポジション | 選手名     | 出身校       | 代表 キャップ |
| ---------- | ---------- | ------------ | ------------- |
| PR         | 深谷佳祐   | 勝田工業高   |               |
| PR         | 谷山辰哉   | 立正大       |               |
| PR         | 森田聖希   | 勝田工業高   |               |
| PR         | 古瀬凛之佑 | 東海大       |               |
| HO         | 山田雅和   | 八戸工業高   |               |
| HO         | 日向大樹   | 立正大       |               |
| LO         | 鈴木優作   | 勝田工業高   |               |
| LO         | 神崎蒔生   | 國學院大     |               |
| LO         | 萩之谷篤   | 帝京大       |               |
| LO         | 湊谷泰斗   | 黒沢尻工業高 |               |
| FL         | 濱口よしき | 東洋大       |               |
| FL         | 黒川眞琴   | 東洋大       |               |
| FL         | 楢崎貴志   | 流通経済大   |               |
| FL         | 中村竜太郎 | 流通経済大   |               |
| FL         | 松島史弥   | 法政大       |               |
| No.8       | 鶴田大成   | 流通経済大   |               |
| No.8       | 坂本啓太   | 勝田工業高   |               |

| ポジション | 選手名     | 出身校       | 代表 キャップ |
| ---------- | ---------- | ------------ | ------------- |
| SH         | 釜谷壮一   | 流通経済大   |               |
| SH         | 和田翔太   | 立正大       |               |
| SH         | 浜田拓夢   | 秋田工業高   |               |
| SH         | 吉田魁     | 平工業高     |               |
| SO         | 高橋淳平   | 黒沢尻工業高 |               |
| SO         | 森岡祐介   | 流通経済大   |               |
| WTB        | 濱田笙汰   | 平工業高     |               |
| WTB        | 深谷竜二郎 | 東海大       |               |
| WTB        | 佐藤浩大   | 東海大       |               |
| WTB        | 上仮屋優輝 | 流通経済大   |               |
| CTB        | 木村直登   | 立正大       |               |
| CTB        | 市原祥平   | 明治大       |               |
| CTB        | 橋本豊季   | 黒沢尻工業高 |               |
| CTB        | 原大海     | 平工業高     |               |
| CTB        | 菊池優介   | 東洋大       |               |
| FB         | 梅津和司   | 東海大       |               |

## 過去の所属選手
- 川越藤一郎（日本ラグビーフットボール協会第9代会長）
- 岡新之助タフォキタウ（トンガ代表）